# Schoeblia fulleri
Schoeblia fulleri är en kräftdjursart som först beskrevs av Filippo Silvestri 1917.  Schoeblia fulleri ingår i släktet Schoeblia och familjen Schoebliidae. Inga underarter finns listade i Catalogue of Life.